# 1014 هـ
1014 هـ هي سنة في التقويم الهجري امتدت مقابلةً في التقويم الميلادي بين سنتي 1605 و1606.

## وفيات
- ملا علي القاري